# Victrix cinnamomina
Victrix cinnamomina là một loài bướm đêm trong họ Noctuidae.